# Preston (Schiff, 1936)
Die Preston (Kennung DD-379) war ein Zerstörer der U.S. Navy im Zweiten Weltkriege und das fünfte Schiff, das diesen Namen trug. Sie gehörte zur Mahan-Klasse und war nach Samuel W. Preston benannt. Mit Beginn des Pazifikkrieges wurde sie dort eingesetzt, nahm an der Schlacht bei den Santa-Cruz-Inseln teil und sank schließlich in der Nacht zum 15. November 1942 während der (zweiten) Seeschlacht von Guadalcanal.

## Einsatzgeschichte

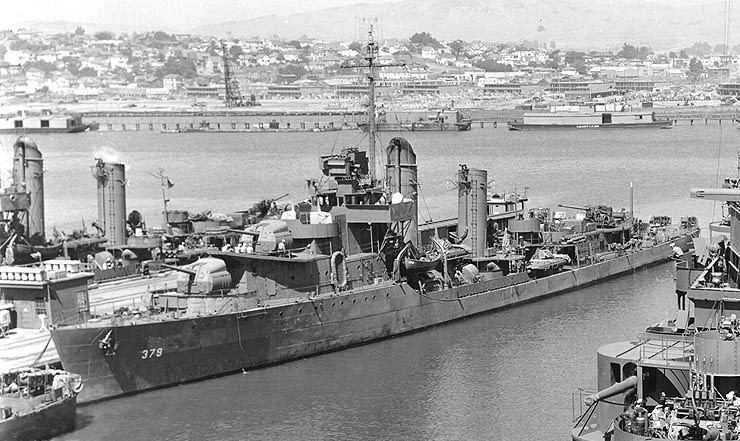
Preston im August 1942 während einer Liegezeit in der Marinewerft Mare Island

Nach der Indienststellung unterstand die Preston kurzzeitig dem Chief of Naval Operations und wurde dann zur Battle Force, (U.S. Fleet) überstellt, wo sie zunächst bei der Destroyer Squadron 2 (DesRon 2) eingesetzt wurde. Danach erfolgte die Abkommandierung zur Destroyer Squadron 5 (DesRon 5), mit der das Schiff während der noch verbleibenden Friedenszeit Ausbildungsfahrten im Pazifik unternahm. Nach dem 7. Dezember 1941 folgten Küstenschutzaufgaben bis zum 1. Juni 1942, als die Preston nach Hawaii beordert wurde, um dort Geleitschutzaufgaben in der Trägergruppe der Saratoga zu übernehmen. Diese Task Group (TG 11.1) lief am 7. Juni aus Pearl Harbor aus, um der Task Force 17 (TF 17) mit den Trägern Enterprise und Hornet Flugzeuge, Piloten und anderweitiges Material zu bringen, nachdem diese nach der Schlacht von Midway an Ressourcenknappheit litten.
Am 13. Juni 1942 kehrte das Schiff nach Pearl Harbor zurück, um für die nächsten vier Monate Ausbildungs-, Patrouillen- und Geleitschutzfahrten im Bereich der Hawaii-Inseln zu übernehmen. Mit dem 4. Oktober 1942 wurde sie der TF 16 zugewiesen und verlegte am 15. Oktober 1942 zu den Salomonen.
Am 24. Oktober 1942 wurden die TF 16 und die TF 17 zur TF 61 zusammengelegt. Am 26. Oktober 1942, als Teil des Sicherungsschirms der Flugzeugträger, hatte die Preston erstmals Feindberührung, als sie in der Schlacht bei den Santa-Cruz-Inseln zwei japanische Flugzeuge abschoss. Danach kehrte sie unbeschädigt zunächst nach Nouméa zurück.

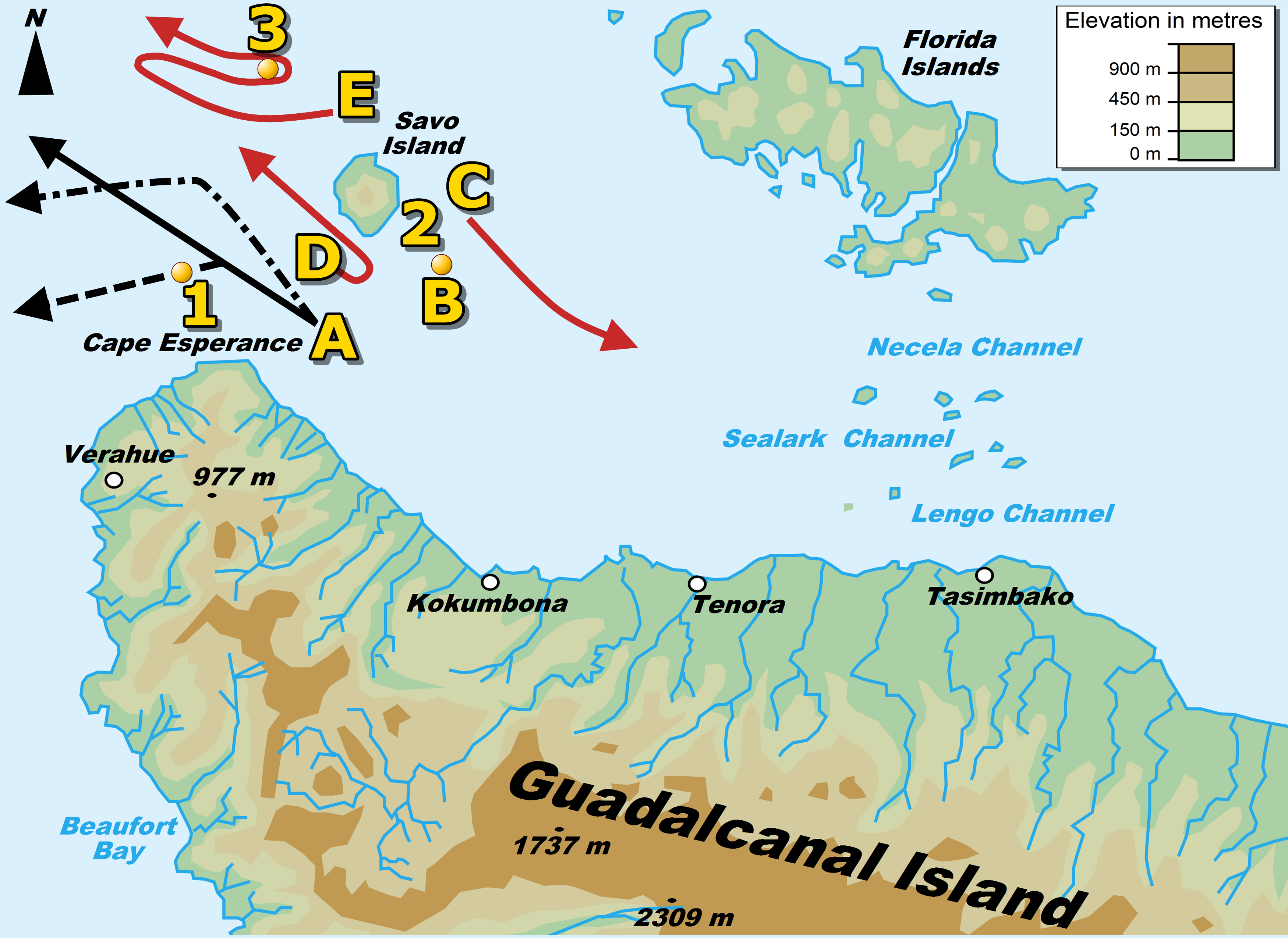
Seeschlacht bei Savo mit Untergangsstelle der Preston (Position 1)

Am Abend des 14. November 1942 fuhr die Preston im Verband der TF 64 in Höhe des westlichen Endes der Insel Guadalcanal, um japanische Kräfte am Beschuss der Insel und an der Landung von Verstärkungen zu hindern. Nachdem die aus zwei Schlachtschiffen und vier Zerstörern bestehende TF 64 Savo Island umrundet hatte, erfasste das Radar des Schlachtschiffs Washington um 23:00 Uhr den japanischen Leichten Kreuzer Sendai und um 23:17 Uhr begann die „Zweite Seeschlacht von Guadalcanal“.
Etwa acht Minuten nach dem ersten Schusswechsel wurde der Zerstörer Walke schwer getroffen und kurz danach schlug eine Salve des Leichten Kreuzers Nagara auf der Preston ein. Dabei wurden die Feuerleiteinrichtungen zerstört und der hintere Schornstein abgerissen. Im Kreuzfeuer japanischer Kriegsschiffe liegend, erging um 23:36 Uhr der Befehl zum Verlassen des Schiffes. Gleich darauf legte es sich auf die Seite, verharrte so noch etwa zehn Minuten und sank dann über das Heck in die Tiefe. 116 Mann der Besatzung kamen ums Leben.

## Ehrungen
Der Preston wurden für die Verdienste im Zweiten Weltkrieg zwei Battle Stars verliehen.